# Périgord noir
Der Périgord noir, auch als Sarladais bezeichnet, ist eine traditionsreiche französische Landschaft im Südosten des Départements Dordogne. Sein Zentrum ist die Stadt Sarlat-la-Canéda in der Region Nouvelle-Aquitaine.

## Etymologie
Die Bezeichnung Périgord noir, Deutsch schwarzer Périgord, leitet sich von der dunklen Farbe der ausgedehnten Steineichenwälder (Quercus ilex) wie auch von den dunklen, fruchtbaren Böden im Sarladais ab und nicht – wie fälschlicherweise oft behauptet – von den schwarzen Trüffeln. Historisch ist der Périgord noir die älteste der vier Unterteilungen des Périgord.

## Geographie

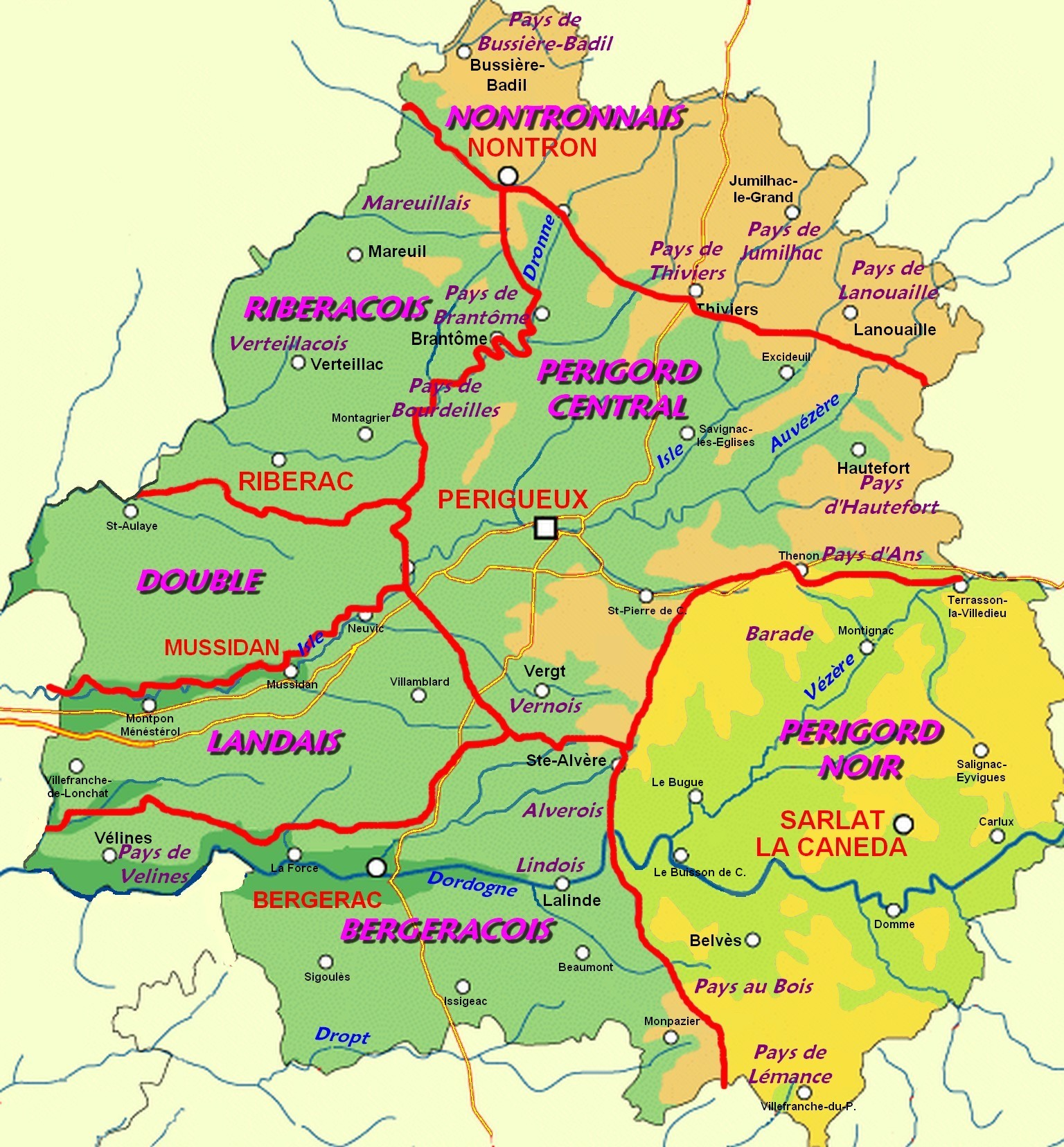
Lagekarte des Périgord noir (in Gelb) im Département Dordogne

Der Périgord noir liegt im Südosten des Départements Dordogne.
Die Landschaft wird von folgenden Naturräumen umgeben:
- dem Périgord central und dem Briver Becken im Norden
- dem Causse de Martel und dem Causse de Gramat im Osten
- der Bouriane im Süden
- dem Haut-Agenais und dem Bergeracois im Westen.

Weitere landschaftliche Unterteilungen im Périgord noir sind:
- die Waldungen der Barade
- die Waldungen der Bessède
- das Pays au Bois
- das Pays de Fénelon
- das Pays de Lémance

Der Begriff Périgord noir ist vom sehr ähnlichen Begriff Pays du Périgord noir zu unterscheiden. Letzterer wird vor allem in der Touristik verwendet und ist weiter gefasst, da er das Pays d’Hautefort mit einschließt. Üblicherweise wird das Pays d’Hautefort zum Périgord central gerechnet.

### Verwaltung
Verwaltungsmäßig entspricht der Périgord noir im Wesentlichen dem Arrondissement Sarlat-la-Canéda. Er baut sich aus folgenden Kantonen auf:
- Kanton Sarlat-la-Canéda
- Kanton Terrasson-Lavilledieu
- Kanton Vallée Dordogne
- Kanton Vallée de l’Homme

sowie aus Teilen des Kanton Haut-Périgord Noir.
Ferner befinden sich im Périgord noir folgende Gemeindeverbände (Französisch: communauté de communes):
- Communauté de communes de Domme Villefranche-du-Périgord
- Communauté de communes du Pays de Fénelon
- Communauté de communes Sarlat-Périgord Noir
- Communauté de communes Vallée de la Dordogne et Forêt Bessède
- Communauté de communes de la Vallée de l’Homme

und Teile der Communauté de communes Terrassonnais Haut Périgord Noir.

## Hydrographie

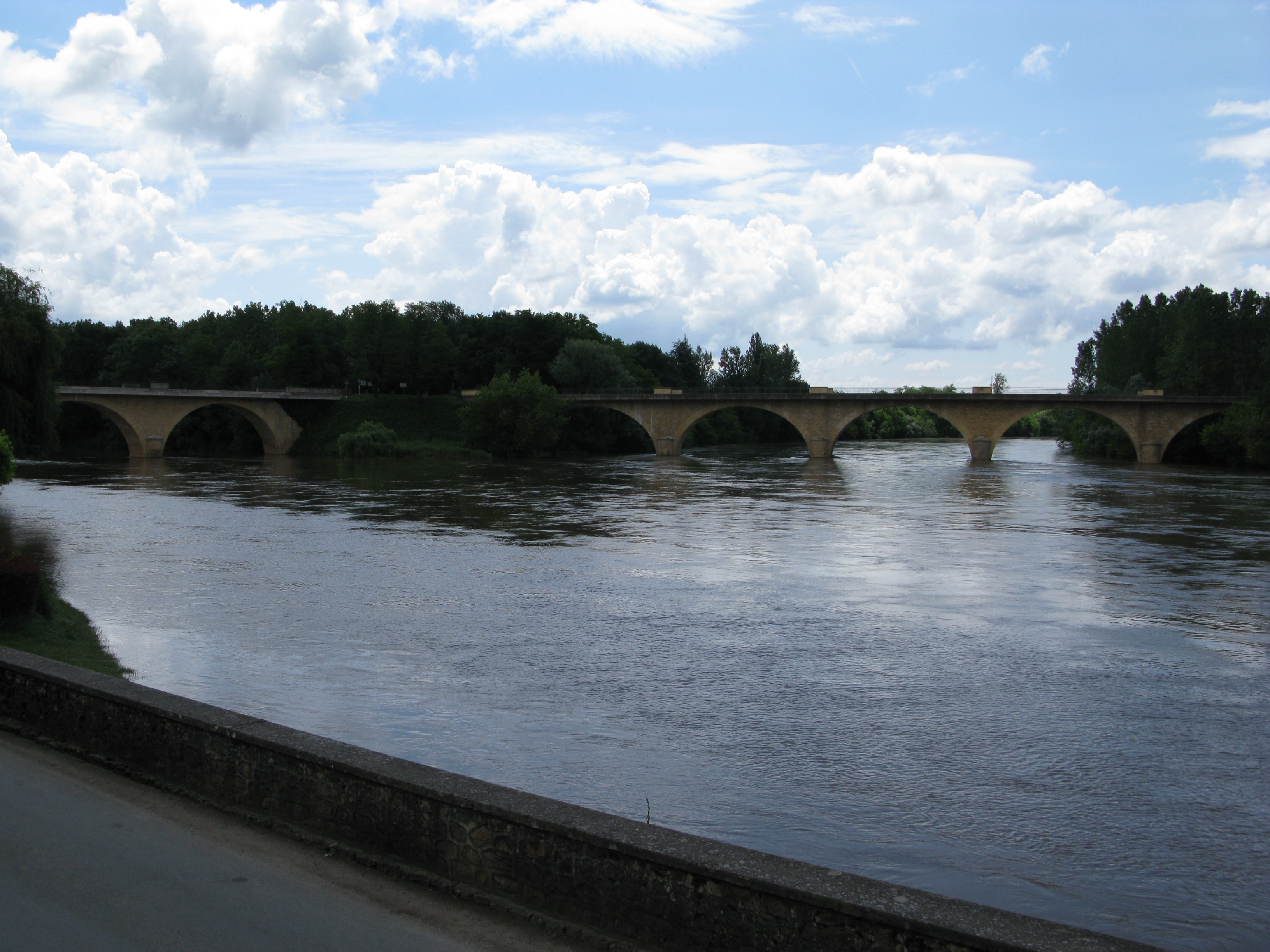
Zusammenfluss der Dordogne (rechts) und der Vézère (links) bei Limeuil auf 45 Meter Meerhöhe

Der Périgord noir wird in etwa mittig von der nach Westen abfließenden Dordogne durchzogen. Die Vézère durchströmt von Nordosten kommend den Nordwesten des Périgord noir, um bei Limeuil als rechter Nebenfluss in die Dordogne zu münden. Nebenflüsse der Dordogne sind Borrèze, Enéa und Doux (rechtsseitig) sowie Germaine, Céou, Nauze und Bélingou (linksseitig). In die Vézère münden rechtsseitig Laurence, Thonac, Moustier und Manaurie, linksseitige Nebenflüsse sind Coly und Beune. Beide Flusssysteme mäandrieren, bekannte Beispiele für die Dordogne sind der Cingle de Montfort und der Cingle de Trémolat. Die Talhöhe bewegt sich zwischen 70 und 40 Meter, wohingegen die undulierende umgebende Sedimenttafel Höhen bis zu maximal 349 Meter erreichen kann, gewöhnlich aber bei rund 200 Meter liegt. Die beiden Flüsse haben sich daher um gut 150 Meter gegenüber ihrer unmittelbaren Umgebung eingegraben.

## Geologie

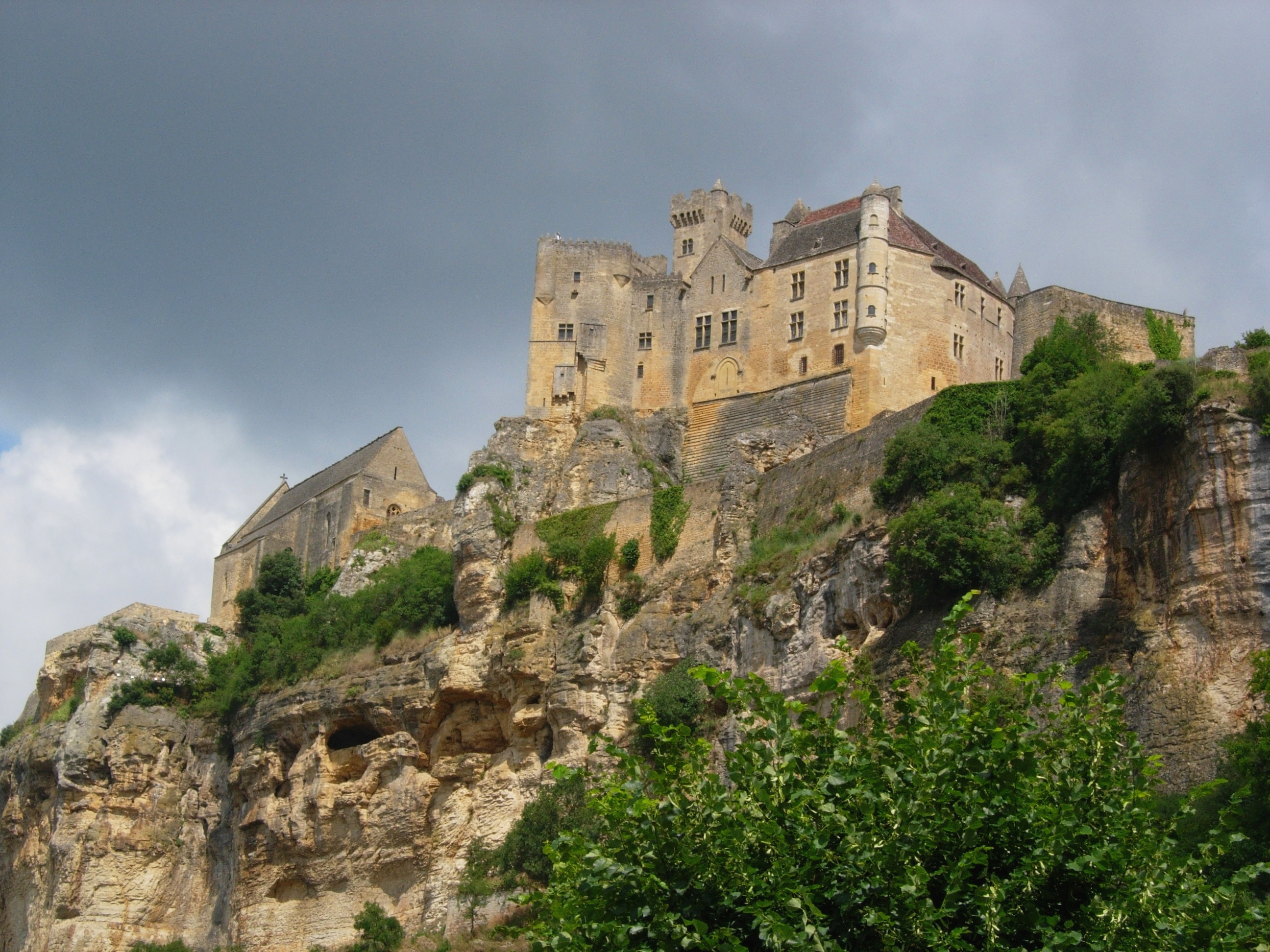
Die Burg Beynac steht auf Oberen Coniacium

Der Périgord noir liegt geologisch vollständig in leicht nach Südwesten einfallenden Sedimenten des Aquitanischen Beckens. Anstehend sind Jura, Oberkreide, Eozän und Oligozän. Die Talungen werden von Alluvialsedimenten des Quartärs ausgefüllt.
Die Juragesteine gehören der inneren Plattformfazies an und bestehen aus Kalken, Dolomiten und Mergeln. Unter den Kalken finden sich Mikrite, Sparite, Oolithe und siliziklastische Kalke des Strandbereichs. Die Mergel sind in Kontinentnähe abgesetzt worden und teils reich an Lignit, der früher bei Allas-les-Mines abgebaut wurde. Die Juravorkommen beschränken sich auf den Nordrand des Périgord noir um Terrasson-Lavilledieu, wo sie durch die Südost-streichende Cassagne-Störung von der Oberkreide abgetrennt werden, sowie auf die tektonisch bedingte, ebenfalls Südost-streichende Aufwölbung der Saint-Cyprien-Antiklinale bei Le Bugue und Saint-Cyprien. Östlich von Sarlat liegt die Oberkreide leicht diskordant über Mittlerem bzw. Oberen Jura des Causse de Martel. Sie bildet bedingt durch die Saint-Cyprien-Antiklinale um Sarlat eine Synklinale. Die vorwiegende kalkhaltige und meist verkarstete Oberkreide reicht vom Cenomanium bis zum Campanium und bedeckt den Hauptanteil des Périgord noir. Hier und da wird die Oberkreide noch von kontinental-fluviatilen und -lakustrinen Molassesedimenten aus dem Eozän und Oligozän überlagert, zu sehen beispielsweise im Forêt de la Bessède bei Le Buisson-de-Cadouin.
Die geologische Nordgrenze des Périgord noir wird von der Südsüdost- bis Südost-streichenden Condat-Störung markiert, an welcher der Horst von Châtres – eine kristalline Grundgebirgsscholle des Massif Central – gegenüber dem Jura herausgehoben ist.

## Geschichte

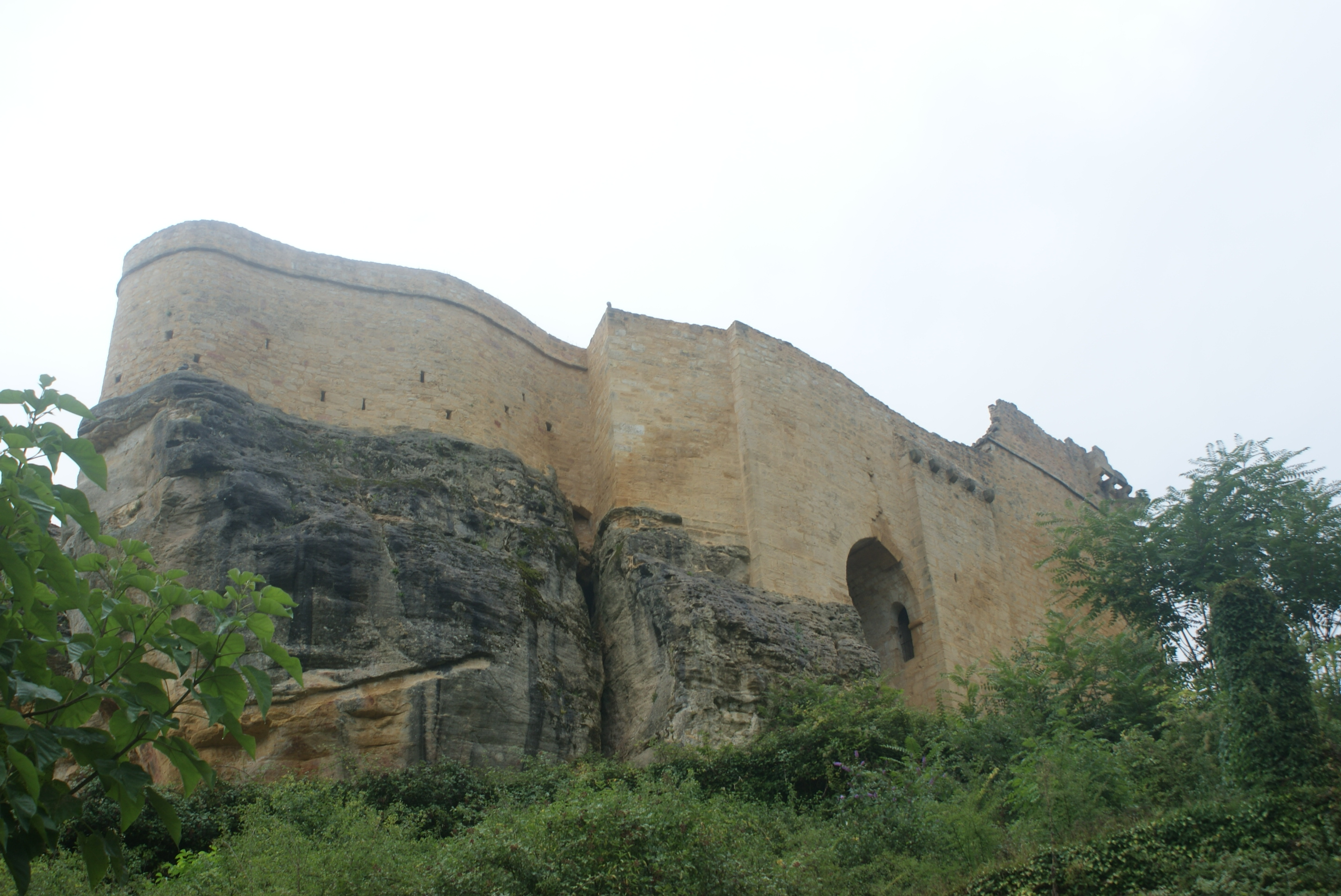
Überreste der Burg Carlux

Der Périgord noir ist vor allem durch seine zahlreichen Höhlen-Fundstätten und Abris bekannt, wie beispielsweise Lascaux, Rouffignac oder Cro-Magnon bei Les Eyzies-de-Tayac-Sireuil. Bemerkenswert sind troglodytische Behausungen bei Le Moustier. Archäologische Forschungen werden im Périgord noir seit dem 19. Jahrhundert durchgeführt und unterstreichen die Bedeutung des Tals der Vézère für die Frühgeschichte. So gruppieren sich um Les Eyzies 147 bis auf gut 40.000 Jahre zurückgehende Fundstätten, weswegen hier auch das Musée national de Préhistoire eingerichtet wurde. Nach mehreren Fundstätten im Périgord noir wurden archäologische Kulturen benannt, wie beispielsweise das Moustérien, das Micoquien, das Périgordien und das Magdalenien.
Aus dem Mittelalter sind neben den Städten Sarlat und Domme viele klassifizierte Siedlungsplätze erhalten – Beispiele sind Belvès, Beynac, Castelnaud-la-Chapelle, Limeuil, La Roque-Gageac, Saint-Amand-de-Coly und Saint-Léon-sur-Vézère. Die reiche Vergangenheit des Périgord noir manifestiert sich auch in einer großen Anzahl von Burgen, Schlössern und geistlichen Bauwerken, darunter viele Kirchen und eine Abtei. Anzuführen sind z. B. die Burg Beynac, die Burg Castelnaud, das Schloss Les Milandes, die Kirche Saint-Martin-de-Besse und die Abtei Cadouin.
Während des Hundertjährigen Krieges (1337 bis 1453) war der Périgord noir Schauplatz zahlreicher kriegerischer Auseinandersetzungen zwischen den Königen Englands und Frankreichs und wurde mehrfach verwüstet. So wurde beispielsweise das Burg Carlux mehrmals angegriffen und schließlich 1406 niedergebrannt. Während dieser Zeit wurde die Bevölkerung stark dezimiert und Teile der Region litten trotz wirtschaftlicher Wiederbelebungsversuche im 15. und 16. Jahrhundert weiterhin unter den Kriegsfolgen.
Auch die Hugenottenkriege (1562 bis 1598) haben im Périgord noir ihre Spuren hinterlassen.

## Photogalerie

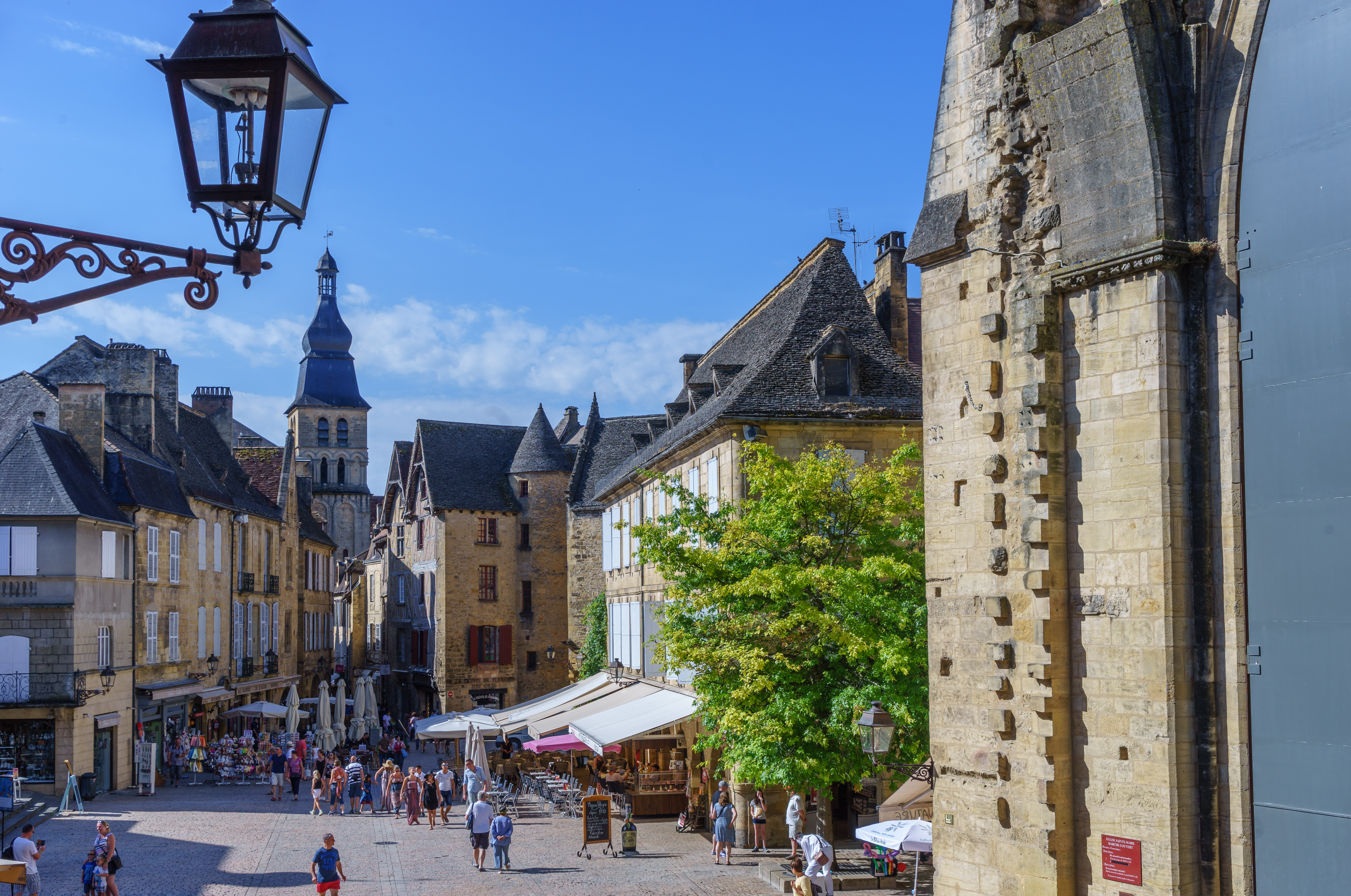
Sarlat-la-Canéda
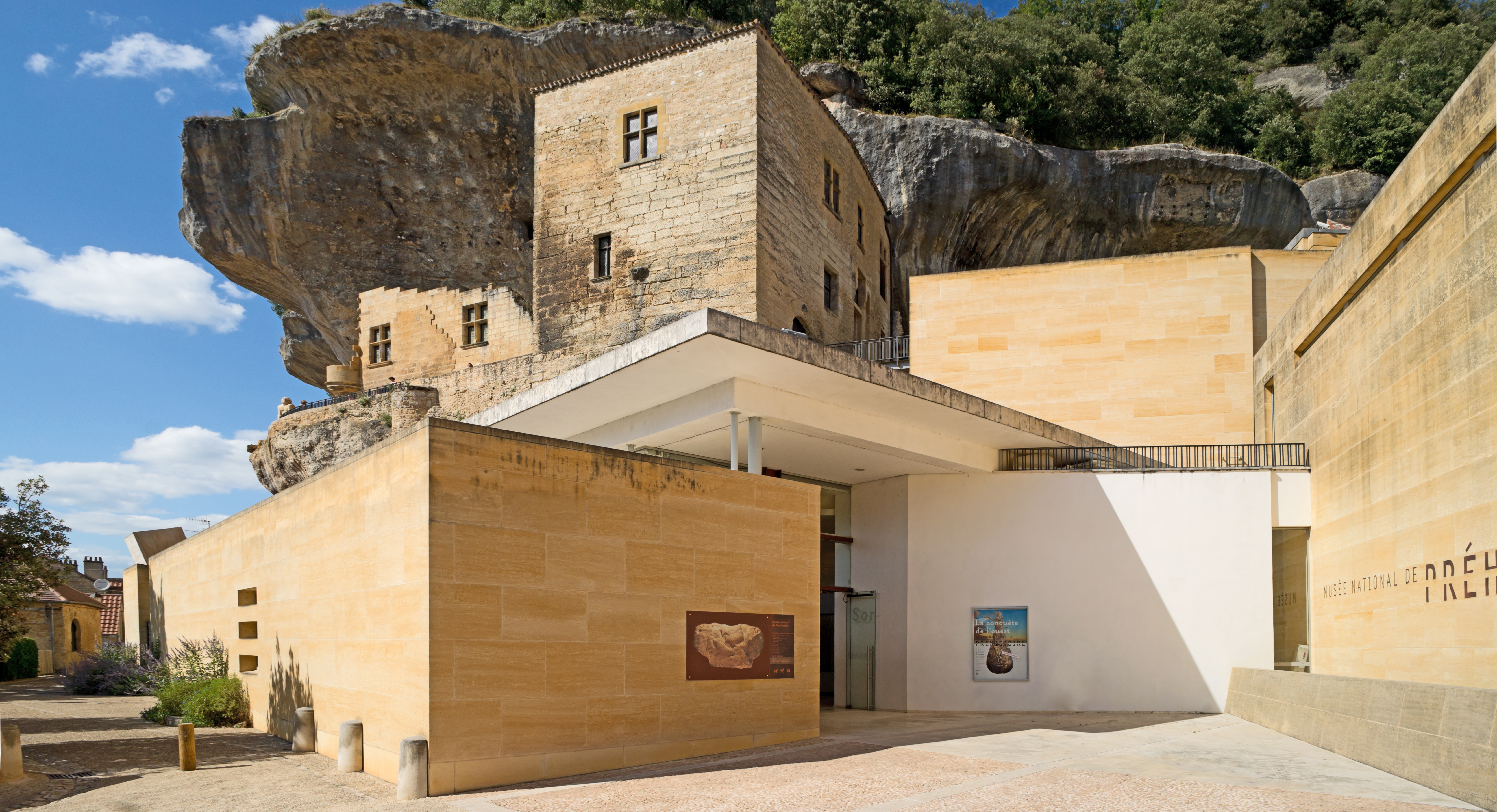
Les Eyzies-de-Tayac-Sireuil mit dem Musée national de Préhistoire
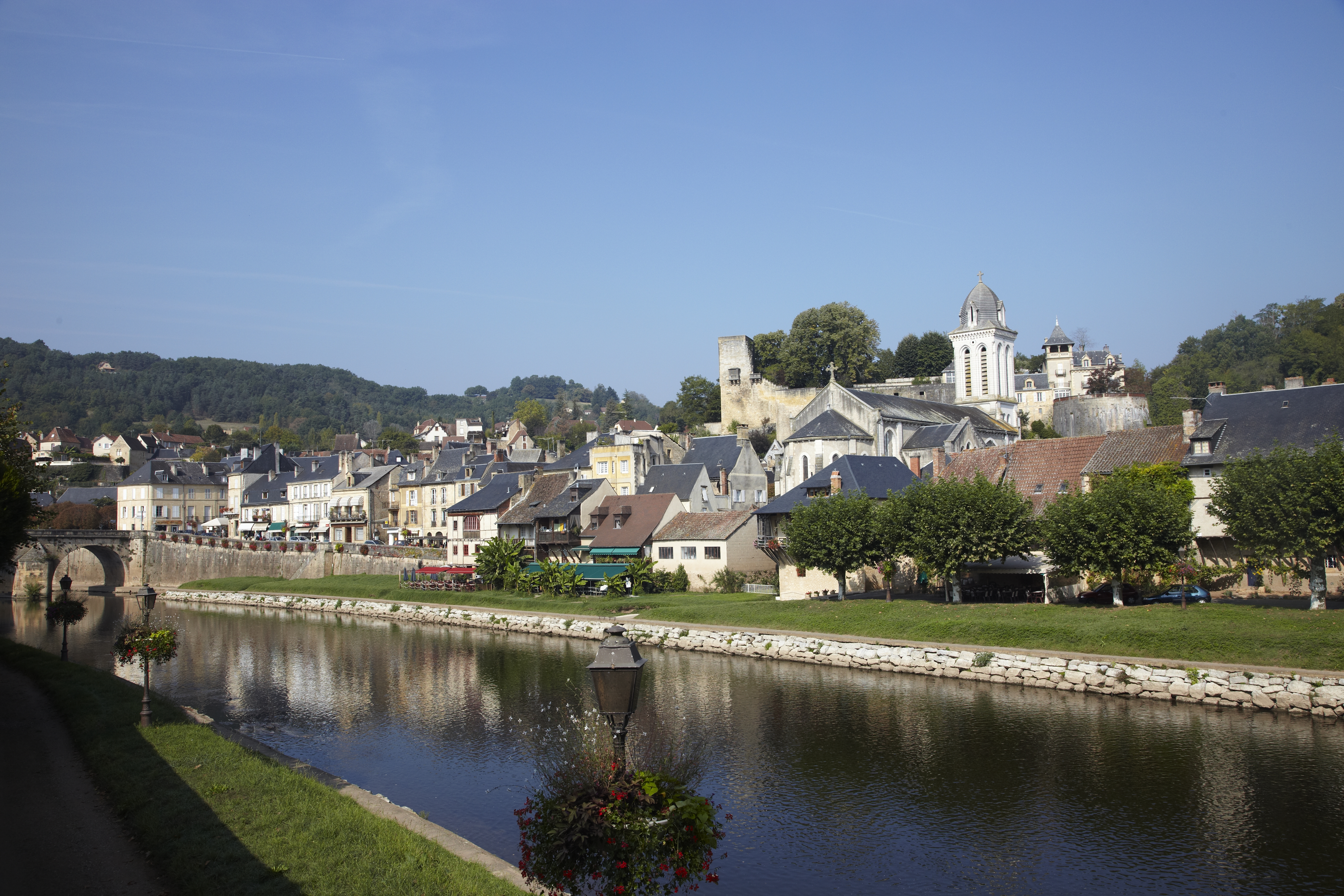
Montignac an der Vézère
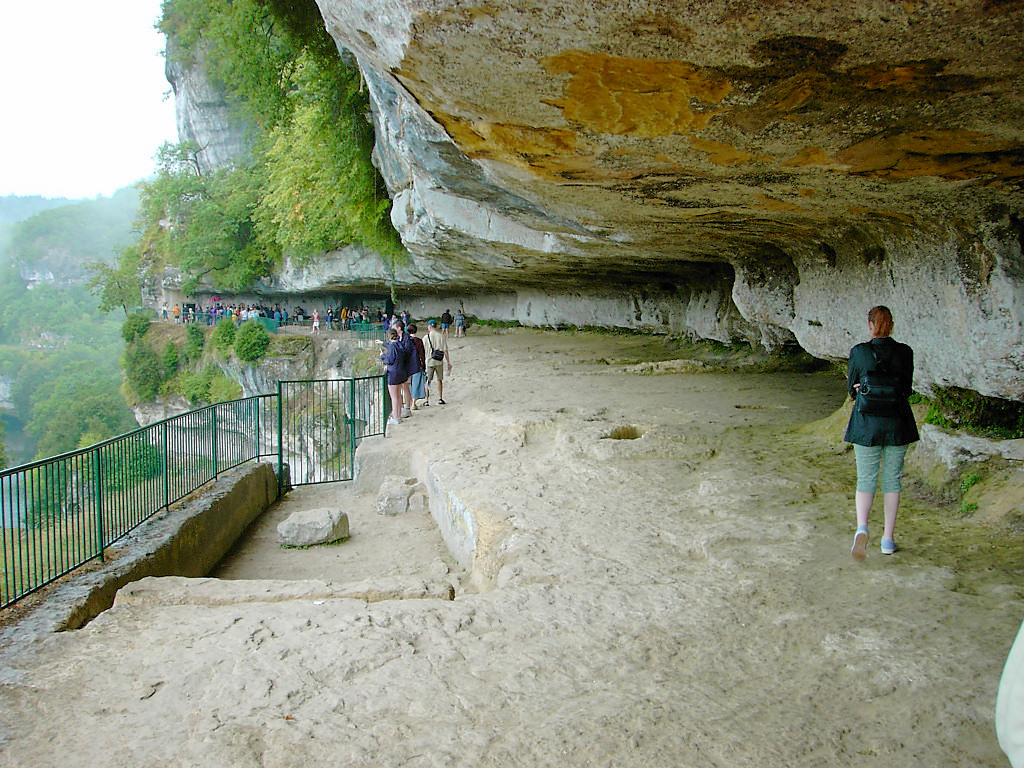
Abri des Roque Saint Christophe in Peyzac-le-Moustier
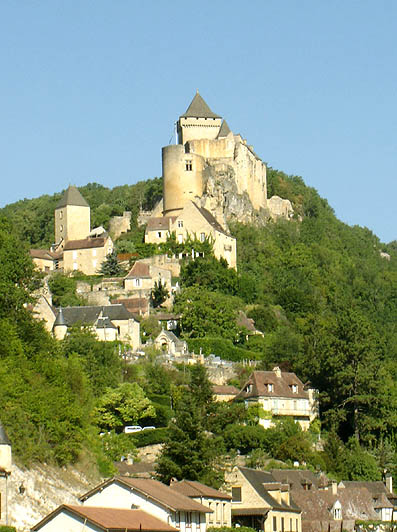
Burg Castelnaud
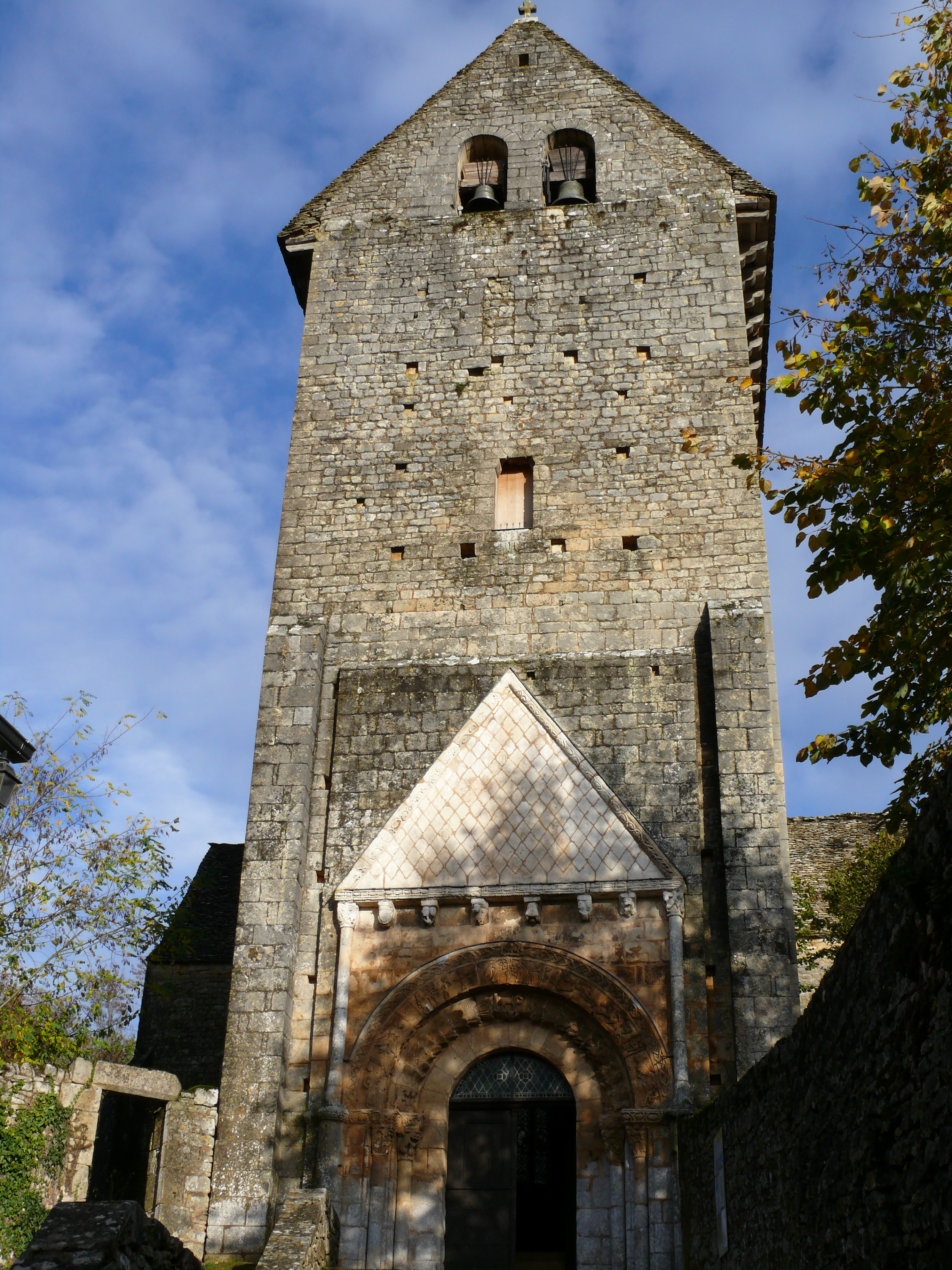
Kirche in Saint-Martin-de-Besse
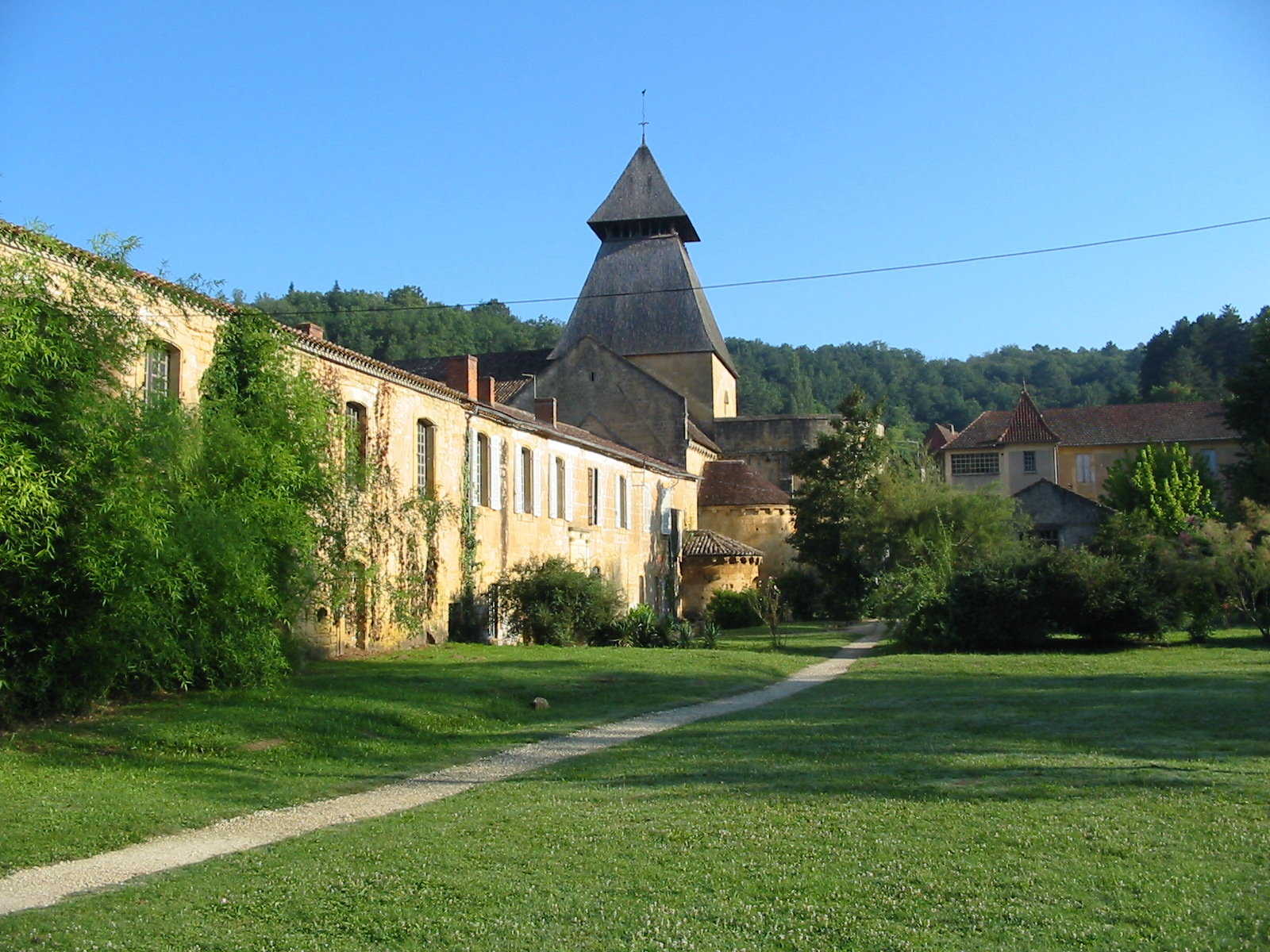
Abtei Cadouin